# Alexandra Quinn
Alexandra Quinn (Hamilton, Ontario; 25 de marzo de 1973) es una actriz pornográfica retirada canadiense.

## Biografía
En su juventud fue gimnasta y cantante de jazz. Comenzó como estríper con tal solo 14 de años de edad. A finales de los años 80, siento todavía menor de edad, conoció a la actriz Erica Boyer, que la motivó a viajar a Estados Unidos. Quinn decidió viajar con un pasaporte falsificado hasta Los Ángeles y entrar en la industria del cine porno, debutando con su primera escena (que era de sexo en grupo) en Space Virgins. En el momento de ese rodaje, Quinn todavía tenía 17 años, aunque había engañado a los productores falsificando su fecha de nacimiento, puesta en 1968, haciéndoles creer que era cinco años mayor (22 años) en el momento de su primera película.
En 1991 ganó el Premio AVN a la Mejor escena de sexo en grupo en vídeo, galardón que compartió con Sunny McKay y Rocco Siffredi por Buttman's Ultimate Workout. En noviembre de ese año, Quinn llegó a las 100 películas, 60 de ellas rodadas mientras ella era aún menor de edad.
El mismo día que cumplía 18 años, el 27 de marzo de 1991, decidió comprarse un deportivo. A la hora de comprarlo y enseñar su tarjeta de identidad al vendedor para cerciorarse de si cumplía con la edad mínima, su aspecto juvenil levantó las sospechas del empleado, quien decidió llamar a la policía para evitar problemas legales. La policía de Los Ángeles acabó comprobando que su tarjeta era legal, pero contrastó sus datos hasta dar con los que la rebelaron como actriz porno, descubriendo que los datos que había usado en la industria del cine porno eran falsos.
A finales de octubre de 1991, la industria del cine para adultos, ordenado por el FBI, comenzó la destrucción de todas las películas en las que había participado Quinn siendo menor de edad. Su caso se ha comparado con el de la estrella porno Traci Lords, también menor en muchas de sus películas, y se ha usado en diversos estudios sociológicos y libros de delito para evitar la manipulación de menores en la industria. Este caso volvió a reabrir un debate de la cuestión en los medios que acabó con la aprobación de una Ley de Decencia en las Telecomunicaciones en 1996.
Víctima de sus propios engaños, Alexandra Quinn estuvo apartada de la industria del porno durante cinco años, de 1991 a 1996, cuando volvió a ponerse en contacto con diversas productoras para retomar su carrera como actriz. Tras pasar por quirófano para hacerse un aumento de pechos, participó en varias películas de serie B que no la sacaron de los apuros económicos por los que pasaba y que la llevaron a ofrecer sus servicios sexuales en un diario de Houston en 1998.
Se retiró finalmente de la industria del cine porno en 2008, con algo más de 250 películas entre producciones originales y compilaciones.

## Premios y nominaciones
| Año  | Ceremonia   | Resultado | Premio                                | Trabajo                      |
| ---- | ----------- | --------- | ------------------------------------- | ---------------------------- |
| 1991 | Premios AVN | Ganadora  | Mejor escena de sexo en grupo         | Buttman's Ultimate Workout   |
| 1991 | Premios AVN | Nominada  | Mejor escena de sexo lésbico en grupo | Rock Me                      |
| 2002 | Premios AVN | Nominada  | Mejor escena de sexo en grupo         | Up Your Ass 18               |
| 2002 | Premios AVN | Nominada  | Mejor escena de sexo anal             | Double Stuffed Honeys 2      |
| 2002 | Premios AVN | Nominada  | Mejor escena de sexo anal             | Heavy Metal 2                |
| 2003 | Premios AVN | Nominada  | Mejor escena de sexo en grupo         | Lady Fellatio 2              |
| 2003 | Premios AVN | Nominada  | Mejor escena de sexo oral             | Gag Factor 9                 |
| 2003 | Premios AVN | Nominada  | Mejor escena de sexo anal             | Where the Fuck's The G Spot? |